# Святослав Давыдович (князь муромский)
Святослав(Роман) Давыдович сын Давыда Юрьевича. Умер (1227/1228) 
Святослав старший брат Юрия Давыдовича муромского (1228—1237). Святослав участвовал в походе против волжских болгар в 1220 году
Умер Святослав раньше отца, поэтому муромский престол занял младший брат Юрий.
Неизвестно были ли у Святослава жена и дети.